# Vydří
Vydří (en allemand : Widern) est une commune du district de Jindřichův Hradec, dans la région de Bohême-du-Sud, en République tchèque. Sa population s'élevait à 106 habitants en 2020.

## Géographie
Vydří se trouve à 8 km au sud-ouest du centre de Jindřichův Hradec, à 37 km au nord-est de České Budějovice et à 116 km au sud-sud-est de Prague.
La commune est limitée par Polště et Jindřichův Hradec au nord, par Dolní Žďár à l'est, par Lásenice et Stráž nad Nežárkou au sud, et par Plavsko à l'ouest.

## Histoire
La première mention écrite du village date de 1364.

## Source
- (cs) Cet article est partiellement ou en totalité issu de l’article de Wikipédia en tchèque intitulé « Vydří » (voir la liste des auteurs).